# Leben und lieben in L.A.
Leben und lieben in L.A. (Playing by Heart) ist ein US-amerikanisches Filmdrama von Willard Carroll aus dem Jahr 1998. Die Hauptrollen spielten unter anderem Sean Connery, Angelina Jolie, Ryan Phillippe und Dennis Quaid.

## Handlung
Joan telefoniert von einer Telefonzelle in einer Discothek aus, um mit ihrem Freund Schluss zu machen. Sie benötigt Kleingeld, Keenan gibt ihr welches. Keenan und Joan treffen sich wieder und kommen sich etwas näher, Keenan bleibt aber distanziert. Um ihn aus der Reserve zu locken, täuscht Joan den Diebstahl ihres Autos vor, was ihr nicht hilft.
Als Joan Keenan drängt, offen zu sein, kritisiert er ihren Alkoholkonsum. Sie spuckt sofort ihr Getränk aus und wirft das Glas auf den Boden. Keenan erzählt, dass er früher mit einer heroinsüchtigen und AIDS-kranken Frau zusammen war, die starb. Auch Keenan ist HIV-positiv. Er denkt zuerst, er dürfte sich nie mehr verlieben, was Joan enttäuscht. Später entscheidet er sich doch für eine Beziehung.
Im Film werden die Beziehungen weiterer Paare gezeigt. Der an einem unheilbaren Hirntumor leidende Paul ist seit 40 Jahren mit Hannah verheiratet. Er hatte vor 25 Jahren eine Affäre, weshalb Hannah ihm erneut Vorwürfe macht.
Gracie und Roger treffen sich regelmäßig in einem Hotelzimmer, während Hugh, der Ehemann von Gracie, in erfundene Rollen schlüpft und lange Gespräche in Bars führt. Gracie erzählt Roger, wie leidenschaftlich ihre Beziehung mit Hugh am Anfang war und wie leer sie geworden ist.
In Chicago, weit abseits von Los Angeles, liegt Mark in einem Krankenhaus und weiß, dass er dieses nicht mehr lebend verlassen wird. Zum ersten Mal in seinem Leben führt er lange, ehrliche Gespräche mit seiner Mutter. Zunächst tun sich beide schwer damit, finden aber bald Gefallen an der neuen Offenheit.
Die Theaterdirektorin Meredith verabredet sich mit dem Architekten Trent, sie hat jedoch Angst vor einer dauerhaften Beziehung. Nach dem zweiten Treffen geht sie eine Beziehung mit Trent ein. Sie verbringt mit ihm eine Nacht, am Morgen wird sie angerufen und zum Begräbnis ihres Ex-Ehemanns gebeten. Während ihrer Abwesenheit passt Trent auf ihre Wohnung und auf ihren Hund auf.
Am Ende zeigt sich, dass Joan, Gracie und Meredith Töchter von Paul und Hannah sind. Die Familie trifft sich als Paul und Hannah ihr Ehegelübde erneuern. Hugh fragt Gracie, ob die gemeinsame Ehe ebenfalls 40 Jahre halten würde.

## Kritiken
James Berardinelli schrieb auf ReelViews, der Film sei eine moderne dramatische Ensemble-Komödie, die die zahlreichen Gesichter der Liebe zeigen würde. Er lobte stark die Darstellungen von Sean Connery, Gena Rowlands und Gillian Anderson sowie die Dialoge.
Roger Ebert lobte in der Chicago Sun-Times vom 22. Januar 1999 die Leinwandpräsenz von Angelina Jolie. Die Figuren des Films bezeichnete er als „Softies“, was er mit dem zeitgenössischen Trend im Kino erklärte, das Publikum mit dem Wecken der Gefühle zu ködern. Die große Zahl der Figuren würde es unmöglich machen, alle richtig wahrzunehmen.

## Auszeichnungen
Angelina Jolie gewann im Jahr 1998 den National Board of Review Award. Willard Carroll wurde auf der Berlinale 1999 für den Goldenen Bären nominiert.
Die Deutsche Film- und Medienbewertung FBW in Wiesbaden verlieh dem Film das Prädikat besonders wertvoll.

## Hintergründe
Die Stars wie Sean Connery und Gillian Anderson akzeptierten Gagen von 50.000 US-Dollar, was die Finanzierung des Filmprojektes ermöglichte. Connery sagte, das Drehbuch habe ihn „sehr berührt“. Nachdem er als Erster zusagte, willigten andere bekannte Darsteller ein.
Die Produktionskosten des Films betrugen schätzungsweise 14 Millionen US-Dollar. Er spielte in den Kinos der USA ca. 3,96 Millionen US-Dollar ein.